# Mitrídates I de Comagena
Mitrídates I Calínico (em grego clássico: ΜιΘριδάτης Кαλλίνικος) foi rei da dinastia orôntida no século I a.C. Mitrídates era príncipe e sucessor do rei de Comagena, Samo II. Antes de ascender ao trono, no ano 109 a.C., casou-se com a princesa greco-síria Laódice VII Tea como parte de uma aliança de paz e adotou a cultura grega. Laódice e Mitrídates tiveram um filho, Antíoco Teos de Comagena (86–38 a.C.), que seria rei de Comagena. Mitrídates morreu em 70 a.C. e foi sucedido por Antíoco.

## Nome
Mitridates (Μιθριδάτης, Mithridátēs), Mitradates (Μιθραδάτης, Mithradátēs), Meredates (Μερεδατης, Meredatēs), Meerdates (Meherdates) são as variantes gregas do persa antigo Mitradata (*Miθra-dāta-), "dado por Mitra". O nome foi registrado em parta (𐭌𐭕𐭓𐭃𐭕), persa médio e armênio (Միհրդատ) como Mirdate (Mihrdāt), em aramaico como Mitredate ("Mitredat", mtrdt) e em persa novo como Merdade (مهرداد, Mehrdâd).